# Wybory parlamentarne w Republice Weimarskiej w listopadzie 1932 roku
Wybory parlamentarne w Republice Weimarskiej w listopadzie 1932 roku – wybory do izby niższej parlamentu Republiki Weimarskiej (Reichstagu), które odbyły się 6 listopada 1932 roku. Były to drugie wybory parlamentarne zarządzone na terytorium Republiki Weimarskiej w 1932 roku, wybory wygrała ponownie NSDAP. Wybory w listopadzie 1932 roku były ostatnimi wolnymi w Niemczech przed przejęciem władzy przez nazistów 30 stycznia 1933 r. Kolejne wolne wybory odbyły się dopiero w 1949 r. w RFN.

## Rezultaty wyborów

### Wyniki wyborów
Wybory w listopadzie odbyły się przy znacznie niższej niż w lipcu frekwencji, przyniosły spadek liczby głosów oddanych na Partię NSDAP, z 13,7 mln do 11,7 mln, co zmniejszyło jej przedstawicielstwo w Reichstagu z 230 do 196 miejsc. Naziści nadal byli zdecydowanie największym ugrupowaniem w parlamencie, ale teraz posiadali mniej mandatów niż obie „marksistowskie” partie łącznie. „Hitler w odwrocie”, napisał socjaldemokratyczny dziennik Vorwärts. Joseph Goebbels po wyborach napisał w swoim dzienniku „Ponieśliśmy porażkę”. Socjaldemokraci stracili kolejnych 12 mandatów, uzyskując ich tylko 121, był to ich najgorszy wynik od 1924 roku. Z drugiej strony komuniści, wciąż trzecie największe stronnictwo, nadal wzmacniali swą pozycję zyskując dalszych 11 mandatów, co dawało im łącznie 100, czyli niewiele mniej niż mieli socjaldemokraci. Partia Centrum także zanotowała nieznacznie gorszy wynik, 70 miejsc zamiast 75. Część jej wyborców przeszła na stronę nazistów, podobnie było w przypadku jej bawarskiego skrzydła, Bawarskiej Partii Ludowej.

Okręgi pokolorowane zgodnie z partią, która otrzymała najwięcej głosów.

#### Dokładna liczba głosów na poszczególne partie
| Partia     | Głosy      | %          | Mandaty    | %     |
| ---------- | ---------- | ---------- | ---------- | ----- |
| NSDAP      | 11 737 395 | 33,1       | 196        | 33,6  |
| SPD        | 7 251 690  | 20,4       | 121        | 20,7  |
| KPD        | 5 980 614  | 16,9       | 100        | 17,1  |
| Centrum    | 4 230 545  | 11,9       | 70         | 12    |
| DNVP       | 3 792 563  | 10,7       | 63         | 10,8  |
| BVP        | 1 206 247  | 3,4        | 21         | 3,6   |
| Inne       | 1 559 205  | 3,6        | 13         | 2,2   |
| Razem      | 35 758 259 | 100        | 584        | 100   |
| Frekwencja | Frekwencja | Frekwencja | Frekwencja | 80,58 |
| Źródło:    |            |            |            |       |

### Utworzenie rządu koalicyjnego
3 grudnia 1932 Kurt von Schleicher został kanclerzem, tworząc rząd składający się z DNVP i bezpartyjnych ministrów. W partii nazistowskiej zaczęły podnosić się głosy krytykujące Hitlera za odmowę przystąpienia do koalicji rządzącej, jeżeli nie będzie mógł stanąć na jej czele. Najważniejszą postacią wśród niezadowolonych był szef struktur partyjnych Gregor Strasser. Schleicher, starając się wywrzeć presję na Hitlera, by ten dołączył do gabinetu, rozpoczął odrębne negocjacje ze Strasserem na temat możliwego stanowiska w rządzie. Hitler niewzruszenie stał na stanowisku, że naziści nie powinni być częścią żadnego rządu, na którego czele nie stoi on sam. 8 grudnia 1932, Strasser zrezygnował ze wszystkich funkcji partyjnych. Aby zapobiec rozłamowi NSDAP, Hitler wyrzucił znanych zwolenników swego już byłego zastępcy.
30 stycznia 1933 powstała koalicja NSDAP, DNVP, Stahlhelmu oraz bezpartyjnych ministrów, a Adolf Hitler został zaprzysiężony na kanclerza. Rząd, na którego czele stanął, został liczebnie zdominowany przez Franza von Papena i jego konserwatywnych towarzyszy. Do rządu weszło również radykalne skrzydło Partii Narodowej, Alfred Hugenberg objął stanowisko Ministra Gospodarki oraz Ministra Wyżywienia. Konstantin Freiherr von Neurath, minister spraw zagranicznych pozostał na stanowisku, podobnie jak Lutz Graf Schwerin von Krosigk w Ministerstwie Finansów, a także mianowany nieco później minister sprawiedliwości z Partii Narodowej, Franz Gürtner. Ministrem armii został Werner von Blomberg. Reprezentujący Stahlhelm Franz Seldte przeniósł się do Ministerstwa Pracy.
Nazistom powierzono tylko dwa ważne stanowiska. Hitler postawił ich uzyskanie jako warunek całego porozumienia: Wilhelm Frick został ministrem spraw wewnętrznych, a Hitler samym kanclerzem Rzeszy. Hermann Göring został mianowany ministrem Rzeszy bez teki oraz pełniącym obowiązki ministra spraw wewnętrznych Prus, co dawało mu bezpośrednią kontrolę nad policją na większości terytorium Niemiec. Franz von Papen został wicekanclerzem i nadal rządził Prusami jako komisarz Rzeszy.